# 厄尔·雷·汤布林

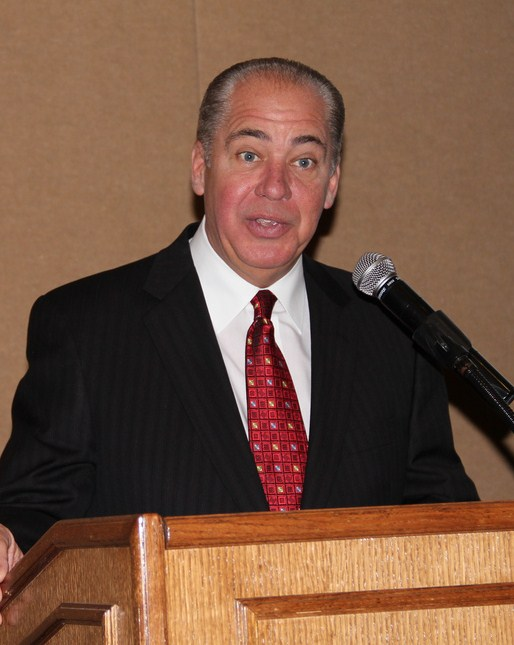

厄尔·雷·汤布林（Earl Ray Tomblin，1952年—），美国政治人物，民主党人。2010年至2017年担任西弗吉尼亚州州长，为西弗吉尼亚州第35任州长。

## 生平
厄尔·雷·汤布林毕业于西弗吉尼亚大学。1995年11月3日至2011年11月3日，担任西弗吉尼亚州参议院议长。他担任州参议院议长长达16年，是该州历史上任职时间最长的参议院议长。2010年11月，原州长乔·曼钦因竞选联邦参议员离任州长，汤布林因而代理州长。在他代理州长期间，由Jeffrey V. Kessler代理议长一职。2012年，汤布林赢得州长选举，担任州长至2017年卸任。